# إيديات شوباندي
إيديات شوباندي (بالإنجليزية: Idiat Shobande)‏ هي مُمثلة نيجيرية. في سنة 2010، رُشحت إيديات لنيل جائزة الأكاديمية الأفريقية للأفلام لأفضل ممثلة في دور رئيسي عن دورها في فيلم أراموتو، لكنها لم تفُز بالجائزة.

## روابط خارجية
إيديات شوباندي على موقع IMDb (الإنجليزية)